# وادي باغال
وادي باغال أحد وديان العراق يقع في ناحية بادوش غرب مدينة الموصل مركز محافظة نينوى شمال العراق.

## الموقع
يقع حوض وادي باغال في ناحية بادوش غرب مدينة الموصل وشرق قضاء تلعفر ويصب في نهر دجلة.

## الخصائص
حوض الوادي نشط من حيث الغطاء النباتي حيث تنمو فيه النباتات الطبيعية ويقل تواجد الأراضي الجرداء فيها، فهي ذات تربة سطحية قليلة اتنجرا مما يساعد على زياد نسبة النباتات الطبيعية والأراضي الزراعية والرعوية فيها .